# Рекорд (фабрика)
Рекорд је прва фабрика гума у Лесковцу, отворена 1925. године од стране трговца Јосифа Чуљковића.

## Историјат рада фабрике
Фабрика је у почетку производила гумене потпетице. Захваљујући успешном вођењу искусног трговца Јосифа Чуљковића фабрика је ускоро проширила своју делатност и почела је да производи гумена платна за крпљење каљача, гуме за дечија колица, гумене ваљке за индустрију, амерички лепак за кожу и гуму, гумене простираче, дихтунге за прозоре итд. 
Године 1929. Чуљковић је купио модерне машине за производњу платнене и гумене обуће грађанског типа и по томе је Рекорд постао прва фабрика у Србији која је израђивала овај тип обуће какве су се до тада могле набавити само у иностранству. Јединственост ове фабрике била је и у томе што у њој није било странаца као техничког особља. Техничком страном руководио је Јосифов старији син Милорад, а комерцијалу је водио млађи син Љубомир.
Од 1935. године предузеће је било претворено у акционарско друштво под називом Творница гумених производа Рекорд Јосифа Чуљковића а.д. - Београд, фабрика у Лесковцу. У просеку је запошљавала до 150 радника. Погонску снагу добијала је од Лесковачког електричног друштва. Радно време је било осмочасовно, просечна искоришћеност капацитета била је 70%, а радило се у две смене са домаћим сировинама.